# Ectecephala
Ectecephala is een vliegengeslacht uit de familie van de halmvliegen (Chloropidae).

## Soorten
- E. albistylum Macquart, 1851
- E. laticornis Coquillett, 1910
- E. sulcata Sabrosky, 1941
- E. sulcifrons Coquillett, 1910
- E. unicolor (Loew, 1863)